# Gradišče nad Prvačino
Gradišče nad Prvačino (olasz nyelven: Gradiscutta in Val Vipacco) falu Szlovéniában, a Goriška statisztikai régióban, a Vipava-völgyben, Prvačina település közelében. Közigazgatásilag Nova Goricához tartozik. Lakosságának száma 476 fő.

## Nevének eredete
Neve az idők során többször megváltozott. 1953-ban Gradišče névről Gradišče pri Zalem Hribu-ra változott a település elnevezése. Majd 1955-ben a Gradišče pri Zalem Hribu elnevezés is megváltozott a ma is használatos Gradišče nad Prvačino-ra.

## Temploma
A falu templomát Szűz Mária tiszteletére emelték és a Koperi egyházmegyéhez tartozik.

## Híres emberek
A településen élt, vagy született híres személy
- Josip Tominc (1790–1866) szlovén-olasz festő

## Fordítás
- Ez a szócikk részben vagy egészben  a   Gradišče nad Prvačino című angol Wikipédia-szócikk ezen változatának fordításán alapul.  Az eredeti cikk szerkesztőit annak laptörténete sorolja fel. Ez a jelzés csupán a megfogalmazás eredetét és a szerzői jogokat jelzi, nem szolgál a cikkben szereplő információk forrásmegjelöléseként.